# Henry C. Martindale
Henry Clinton Martindale (* 6. Mai 1780 im Berkshire County, Massachusetts; † 22. April 1860 in Sandy Hill (heute Hudson Falls), Washington County, New York) war ein US-amerikanischer Jurist und Politiker.

## Werdegang
Martindale graduierte 1800 am Williams College in Williamstown. Anschließend studierte er Jura, bekam seine Zulassung als Anwalt und praktizierte von 1801 bis zu seinem Tod 1860 in Sandy Hill (New York). Ferner war er von 1816 bis 1819 als Vormundschafts- und Nachlassrichter (Surrogate) von Washington County tätig und von 1821 bis 1828 als District Attorney.
Martindale wurde als Adams-Clay Demokratisch-Republikaner in den 18. US-Kongress gewählt. Anschließend wählte man ihn als Adams-Kandidat in den 19. und 20. US-Kongress wieder und als Anti-Jacksonian in den 21. US-Kongress. Martindale war vom 4. März 1823 bis zum 3. März 1831 im US-Repräsentantenhaus tätig. Dann wurde er noch einmal in den US-Kongress gewählt und zwar als ein Anti-Mason in den 23. US-Kongress, wo er vom 4. März 1833 bis zum 3. März 1835 tätig war.
Später wurde er von Gouverneur William H. Seward zum Kanalgutachter ernannt, einen Posten, den er zwischen 1840 und 1843 bekleidete. Er starb 1860 bei Sandy Hill und wurde dann auf dem Kingsbury Cemetery in Kingsbury (New York) beigesetzt.

## Familie
Sein Sohn war John Martindale, ein Unionsgeneral während des Bürgerkrieges und Attorney General von New York.